# HMAS Hobart (D63)
HMAS Hobart byl lehký křižník Royal Australian Navy třídy Leander. Patřil ke druhé skupině lodí této třídy, které se lišily uspořádáním pohonného systému a dvěma komíny. Křižník byl původně postaven jako HMS Apollo.
Hobart byl součástí spojeneckých sil v bitvě v Korálovém moři. Během kampaně u Šalomounových ostrovů Hobart 20. července 1943 zasáhlo torpédo z japonské ponorky. Loď poté byla déle než rok v opravě. I po zbytek války pak operovala v Pacifiku. Hobart byl po válce převeden do rezervy a v roce 1962 prodán do šrotu.